# HD 43821
HD 43821，又名BD+09 1184，SAO 113710、HR 2259，是一颗恒星，视星等为6.24，位于銀經201.14，銀緯-3.07，其B1900.0坐标为赤經6h 13m 11.7s，赤緯+9° -3.07′ 13″。